# أيمن الحداوي
أيمن الحداوي هو رياضي بارالمبي مغربي متخصص في سباقات السرعة.

## مسيرته
بدأ أيمن الحداوي مسيرته الرياضية في الساحة الدولية في عام 2022، حيث حقق نجاحًا ملحوظًا عندما فاز بالميدالية الذهبية مع الفريق المغربي في سباق التتابع 4×400 متر خلال دورة الألعاب التضامنية الإسلامية التي أُقيمت في قونية، حيث حقق الفريق زمنًا قدره 3:03.76 دقيقة. بعد ذلك، انتقل أيمن إلى الولايات المتحدة الأمريكية للدراسة في كلية نيو مكسيكو الجامعية.
وفي عام 2023، شارك أيمن في البطولات العربية التي أُقيمت في مراكش، حيث احتل المركز الخامس في سباق 400 متر بزمن قدره 45.93 ثانية. كما شارك في الألعاب العربية في الجزائر، وحقق المركز الخامس أيضًا بزمن 46.45 ثانية.
وفي عام 2024، فاز بالميدالية البرونزية في سباق 100 متر للرجال T47 في دورة الألعاب البارالمبية الصيفية 2024 . كما فاز بالميدالية الذهبية في سباق 400 متر للرجال T47 في دورة الألعاب البارالمبية الصيفية 2024 . وبالإضافة إلى ذلك، سجل أيمن رقمًا قياسيًا عالميًا في سباق 400 متر رجال T47 بزمن قدره 46.65 ثانية.